# Мирмехис
Мирмехис (лат. Myrmechis; от др.-греч. μύρμηξ, myrmex — муравей) — род травянистых растений семейства Орхидные (Orchidaceae), распространённый в тропиках и субтропиках Южной, Восточной и Юго-Восточной Азии. а также на Южных Курилах. Растёт в лесах, преимущественно на моховом покрове.

## Ботаническое описание
Наземные, литофитные или реже эпифитные, небольшие травянистые растения. Корневища удлинённые, ползучие; корни волосовидные или нитевидные. Стебли восходящие или прямостоячие, зелёные, голые, облиственные. Листья зелёные, яйцевидные, яйцевидно-сердцевидные, полукруглые или округлые, очерёдные, спирально расположенные равномерно вдоль стебля, редко скучены сверху, мелкие (обычно менее 2 см длиной), короткочерешковые с трубчатым стеблеобъемлющим влагалищем.
Соцветие — верхушечная кисть, с 1—3 яйцевидно-ланцетными прицветниками, из 1—2 (3) цветков. Цветки мелкие, сидячие, полуоткрытые, перевёрнутые (ресупинатные). Чашелистики свободные или сросшиеся в основании, почти равные; средний чашелистик от ланцетного до яйцевидно-ланцетного, у основания часто вогнутый; боковые чашелистики от яйцевидных до яйцевидно-ланцетных, с косым вогнутым основанием, охватывают основание губы. Лепестки от косо-ланцетных от продолговато-эллиптических, смыкаются со средним чашелистиком и образуют капюшон; губа в основании срастается с основанием столбика, трёхраздельная, с длинным коготком и без шпоры. Пыльник яйцевидный, двугнёздный; поллинарий с 2 обратнояйцевидными поллиниями. Завязь скрученная; рыльца 2, двулопастные, на коротких боковых выростах.

## Таксономия
По результатам молекулярно-филогенетических исследований этот род отнесён к роду Odontochilus Blume (1859).

### Виды
Род включает 17 видов:
- Myrmechis aurea (J.J.Sm.) Schuit. [= Odontochilus buruensis Ormerod & Juswara]
- Myrmechis bakhimensis D.Maity, N.Pradhan & Maiti [= Odontochilus bakhimensis (D.Maity], N.Pradhan & Maiti) T.Yukawa]
- Myrmechis bilobulifera (J.J.Sm.) Schuit. [= Odontochilus bilobuliferus (J.J.Sm.) T.Yukawa]
- Myrmechis chalmersii (Schltr.) Schuit. [= Odontochilus chalmersii (Schltr.) T.Yukawa]
- Myrmechis chinensis Rolfe [= Odontochilus chinensis (Rolfe) T.Yukawa]
- Myrmechis drymoglossifolia Hayata [= Odontochilus drymoglossifolius (Hayata) T.Yukawa]
- Myrmechis glabra Blume [= Odontochilus glaber (Blume) T.Yukawa]
- Myrmechis gracilis (Blume) Blume typus[1] [= Odontochilus gracilis (Blume) T.Yukawa]
- Myrmechis japonica (Rchb.f.) Rolfe — Мирмехис японский [= Odontochilus japonicus (Rchb.f.) T.Yukawa]
- Myrmechis kinabaluensis Carr [= Odontochilus kinabaluensis (Carr) T.Yukawa]
- Myrmechis perpusilla Ames [= Odontochilus perpusillus (Ames) T.Yukawa]
- Myrmechis philippinensis Ames [= Odontochilus marivelensis Ormerod & Cootes]
- Myrmechis pumila (Hook.f.) Tang & F.T.Wang [= Odontochilus pumilus Hook.f.]
- Myrmechis quadrilobata (Schltr.) Schuit. [= Odontochilus quadrilobatus (Schltr.) T.Yukawa]
- Myrmechis seranica J.J.Sm. [= Odontochilus seranicus (J.J.Sm.) T.Yukawa]
- Myrmechis tsukusiana Masam. [= Odontochilus tsukusianus (Masam.) T.Yukawa]
- Myrmechis urceolata Tang & K.Y.Lang [= Odontochilus urceolatus (Tang & K.Y.Lang) T.Yukawa]